# Spaelotis itelmena
Spaelotis itelmena là một loài bướm đêm trong họ Noctuidae.